# Bánffyové
Bánffyové z Lendavy (maďarsky Bánffy de (Alsól)Lendwa család, v chorvatsku též jako Lendavski Banići) byl chorvatsko-uherský šlechtický rod, jedna z větví německého rodu Hahót.

## Historie
Původ rodu je v Durynsku, odkud jedna z jeho větví pod vedením hraběte Haholda I. na konci 12. století přišla do Zalanské župy v jihozápadních Uhrách. V roce 1278 král Ladislav IV. daroval slavonskému bán u Štěpánovi I. (1267–1328), Lendavu a další panství v Zalanské, Šomoďské a Križeveká župě te rodi uzima pridjevak de Lendwa. Rod též vlastnil malé panství v sjeverozapadní části Mezimuří, která nese jméno Banfi.
Štěpánův syn Mikuláš (Nikola) I. († 1356) byl taktéž slavonským bánem, stejně jako jeho synové Štěpán II. a Jan I. v období 1380–1385. Jan I. byl společně s bratrem županem Záhoří, a sám vykonával úřad mačvanského bána (1386–1387).
Ondřej Bánffy byl v letech 1473–1476 místobánem a po smrti bána Jana Ernušta se stal bánem chorvatsko-slavonským (1476–1477). Za svého úřadování se neúspěšně střetl Osmany.
V roce 1481 Mikuláš V. dobyl město Stupčanica a jeho syn Jan IV. (1509–1534) dobyl Virovitici, kterou následně získal jako vlastnictví s dědičným titulem župana Virovitické župy. V roce 1527 však Virovitici ztratil, neboť se přidal na stranu Jana Zápolského, ale zanedlouho mu majetek navrátil jeho syn Štěpán V. Tento úspěch však byl pouze krátkodobý, protože již v roce 1552 dobyli Turci.
Rod Bánffy v Chorvatsku po meči vyhasl smrtí Mikuláše (Nikoly) VIII. v roce 1627.